# Wolfhart Pannenberg

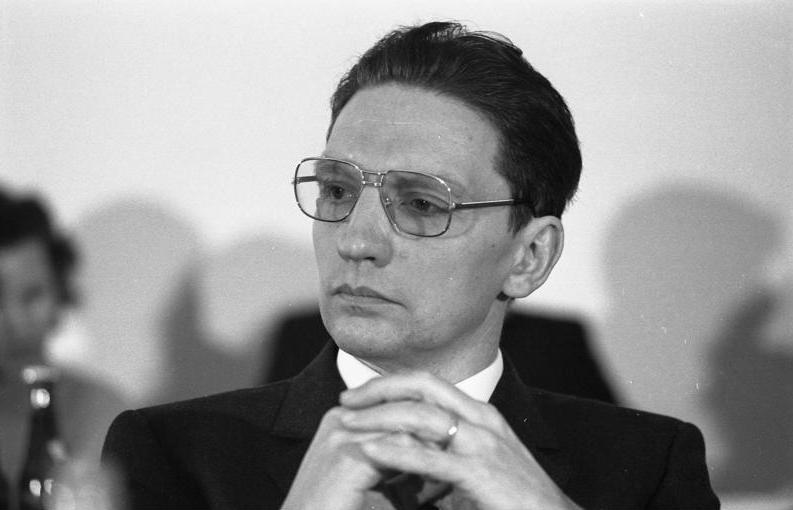
Wolfhart Pannenberg

Wolfhart Pannenberg (Stettin, 2 oktober 1928 – München, 5 september 2014) was een Duitse, systematische theoloog. Hij heeft enkele belangrijke bijdragen geleverd aan de 20ste-eeuwse theologie, die intensief zijn besproken door Protestantse, Katholieke en niet-christelijke denkers.

## Vroege leven
Als kind werd Pannenberg gedoopt in een Lutherse kerk, maar het gezin ging er vrijwel nooit naartoe. Op zijn zestiende had hij echter een intense religieuze ervaring die hij later zijn 'licht-ervaring' ging noemen. Hij probeerde deze te begrijpen en begon de werken van de grote filosofen en religieuze denkers te lezen. Een literatuurdocent op de middelbare school adviseerde hem ook serieus het christendom te overwegen. Toen Pannenberg dat deed, concludeerde hij dat het christendom de beste religieuze optie was. Hierom ging hij theologie studeren, o.a. onder Karl Barth. Hij ontwikkelde zich snel tot een succesvol en bekend auteur en denker met een brede invloed.

## Denkbeelden
Essentieel om Pannenberg te begrijpen is zijn epistemologie, waarin hij onderscheidt tussen beschrijvende en doxologische waarheid, waarmee vooral de theologie zich bezigheid en dat een antwoord vormt op hoe God zich toont in de realiteit. Deze visie op openbaring is sterk beïnvloed door o.a. Karl Barth en Hegel. Pannenberg combineert Hegels idee van de geschiedenis als zelfopenbaring van God, met Barths 'bliksem-achtige' voorstelling van de openbaring. Bij Pannenberg wordt Jezus' opstanding dan een soort 'flashforward' van wat in de toekomst gaat gebeuren. Dergelijke denkbeelden kwam hem op felle kritiek te staan van met name liberale denkers als Rudolf Bultmann. 
Het bekendste is wellicht Pannenbergs 'Christologie van beneden', waarin hij begint met een uitvoerige historische onderzoek naar Jezus' leven en vooral zijn opstanding (die hij als historisch waar gebeurd ziet). Daar vanuit komt hij uiteindelijk tot dogmatische uitspraken. Daarin verwerpt hij ook het bekende statement van het Concilie van Chalcedon over de 'twee naturen' van Jezus; Pannenberg spreekt dynamischer over Jezus' goddelijkheid en ziet deze als een ontwikkeling.

## Belangrijkste werken
- Jesus: God and Man, 1968. Philadelphia: Westminster Press.
- Wat is de mens?, 1976. Ten Have
- Theology and the Philosophy of Science, 1976. Westminster Press.
- Systematic Theology, 1988–1994. T & T Clark

## Online artikelen
- "God of the Philosophers," First Things, juni/juli 2007.
- "Facing Up: Science and Its Cultural Adversaries," First Things, augustus/september 2002.
- "When Everything is Permitted," First Things, februari 1998.
- "How to Think About Secularism," First Things, juni/juli 1996.
- "The Present and Future Church," First Things, november 1991.
- "God's Presence in History," Christian Century (11 maart 1981): 260–63.